# Agence chinoise des vols spatiaux habités
L'Agence chinoise des vols spatiaux habités, plus connue sous son sigle anglais CMSA (de l'anglais : China Manned Space Agency), est avec l'Administration spatiale nationale chinoise (CNSA) une des deux agences spatiales chinoises. Elle est chargée du programme spatial habité chinois, en particulier le développement et la gestion des missions du programme Shenzhou et la réalisation des stations spatiales (Tiangong-1, ...). Le CNSA gère quant à lui les missions d'application et les missions scientifiques. Le CMSA est rattaché à l'Armée populaire de libération c'est-à-dire aux forces armées chinoises.